# Armando Palanca
Armando Palanca (Appignano, 29 agosto 1906 – Roma, 22 luglio 1993) è stato un militare e ingegnere italiano.

## Biografia
Arruolatosi in Aeronautica il 6 novembre 1925, dopo aver frequentato la Scuola Specializzati dell'Arma Aeronautica di Capua, venne assegnato, con il grado di aviere scelto, all'8º Gruppo Caccia basato presso l'aeroporto di Torino-Mirafiori. Qui curò la messa a punto e la carburazione dei motori dei caccia biplani Fiat C.R.1.
Il suo lavoro venne apprezzato dal tenente colonnello Bernasconi che lo volle alla neocostituita Scuola Alta Velocità di Desenzano del Garda, dove giunse il 29 giugno 1928.
Conclusa l'esperienza del RAV, passò al Centro Studi ed Esperienze di Guidonia, dove si dedicò alla messa a punto dei prototipi che giungevano in valutazione dalle industrie costruttrici e alla preparazione dei velivoli destinati alla conquista di primati aeronautici.
Alla costituzione della Linee Aeree Transcontinentali Italiane (L.A.T.I.) nel settembre 1939, Palanca venne chiamato da Attilio Biseo e assegnato al settore tecnico-motoristico della compagnia.
Scoppiata la seconda guerra mondiale tornò tra le file della Regia Aeronautica, sempre all'aeroporto di Guidonia, con l'incarico di curare la preparazione degli aerei da trasporto che effettuavano i collegamenti con l'Africa Orientale Italiana e pianificare i voli a lunga distanza, come ad esempio il volo Roma-Tokyo effettuato nel giugno 1942 dal pilota Antonio Moscatelli utilizzando un Savoia-Marchetti S.M.75. Tra l'aprile 1942 e il settembre 1943 partecipò, come esperto di voli transoceanici, all'ideazione e preparazione della cosiddetta Operazione S, un piano segreto che prevedeva un attacco aereo dimostrativo sul porto di New York con l'intento di indebolire il morale della popolazione, mostrando come anche il territorio statunitense continentale potesse essere raggiunto da attacchi aerei.
Nel corso della guerra venne promosso sottotenente per merito di guerra.
Dopo l'8 settembre 1943 partecipò alla guerra di liberazione nelle Marche, per rientrare poi, nel 1944, nella Regia Aeronautica.
Il 2 settembre 1947 assunse la direzione tecnica della L.A.T.I., che lasciò poi nel 1952 in favore di Alitalia, dove fu capo del servizio tecnico operativo; incarico che ricoprì fino al pensionamento, avvenuto nel 1972. In seguito collaborò con alcune scuderie automobilistiche, tra cui la Giannini Automobili, alla preparazione di motori per veicoli da competizione.
Il 1º ottobre 1967 partecipò, insieme a Bernasconi e al personale superstite del RAV, all'inaugurazione del monumento dedicato "Agli aviatori del Reparto Alta Velocità", opera dello scultore Aurelio Quaglino e dell'architetto Carlo Bordogna, posto in Piazza Matteotti a Desenzano del Garda.
Nel marzo 1992 concluse la stesura del libro Reparto Alta Velocità. Coppa Schneider e primati mondiali di velocità 1928/1934; pubblicato postumo nel 1996 dall'Ufficio Storico dello Stato maggiore dell'Aeronautica Militare.

## Riconoscimenti
A Palanca è intitolata la via "Ing. A. Palanca" ad Appignano, suo paese natale. 

## Opere
- Reparto Alta Velocità. Coppa Schneider e primati mondiali di velocità 1928/1934, prefazione di Baldassarre Catalanotto, Roma, Ufficio Storico dello Stato maggiore dell'Aeronautica Militare, 1996.